# SARPOM
La Sarpom - Società per Azioni Raffineria Padana Oli Minerali S.r.l. è un'azienda italiana operante nel settore petrolifero.

## Azienda
La società venne fondata nel 1947 a Torino da Fiat e Caltex e iniziò l'attività nel 1952. Dal 1961 è di proprietà di Esso Italiana Srl e gestisce la raffineria di San Martino di Trecate (Novara). Fino al 2022, la maggioranza del pacchetto azionario apparteneva ad Esso con il 74,84%, mentre il restante 25,16% era detenuto dal Gruppo API, che lo aveva acquistato nel 2018 al momento dell'acquisizione delle attività di TotalErg.
Alla fine del 2022, Esso sigla un accordo di cessione delle proprie quote al gruppo API (da perfezionarsi entro il 2023), confermando la volontà di disimpegno verso le proprie attività in Italia.

## Galleria d'immagini

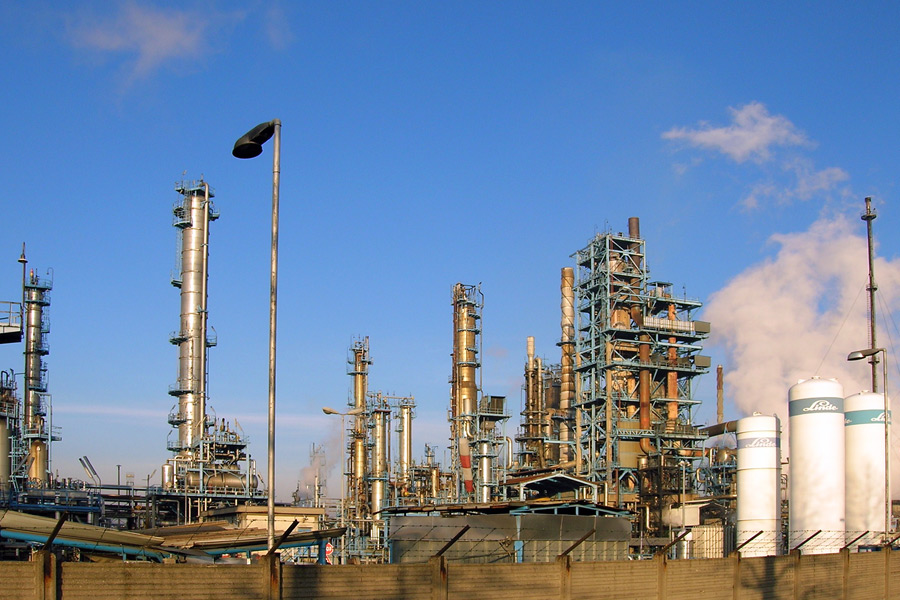
Immagine della raffineria
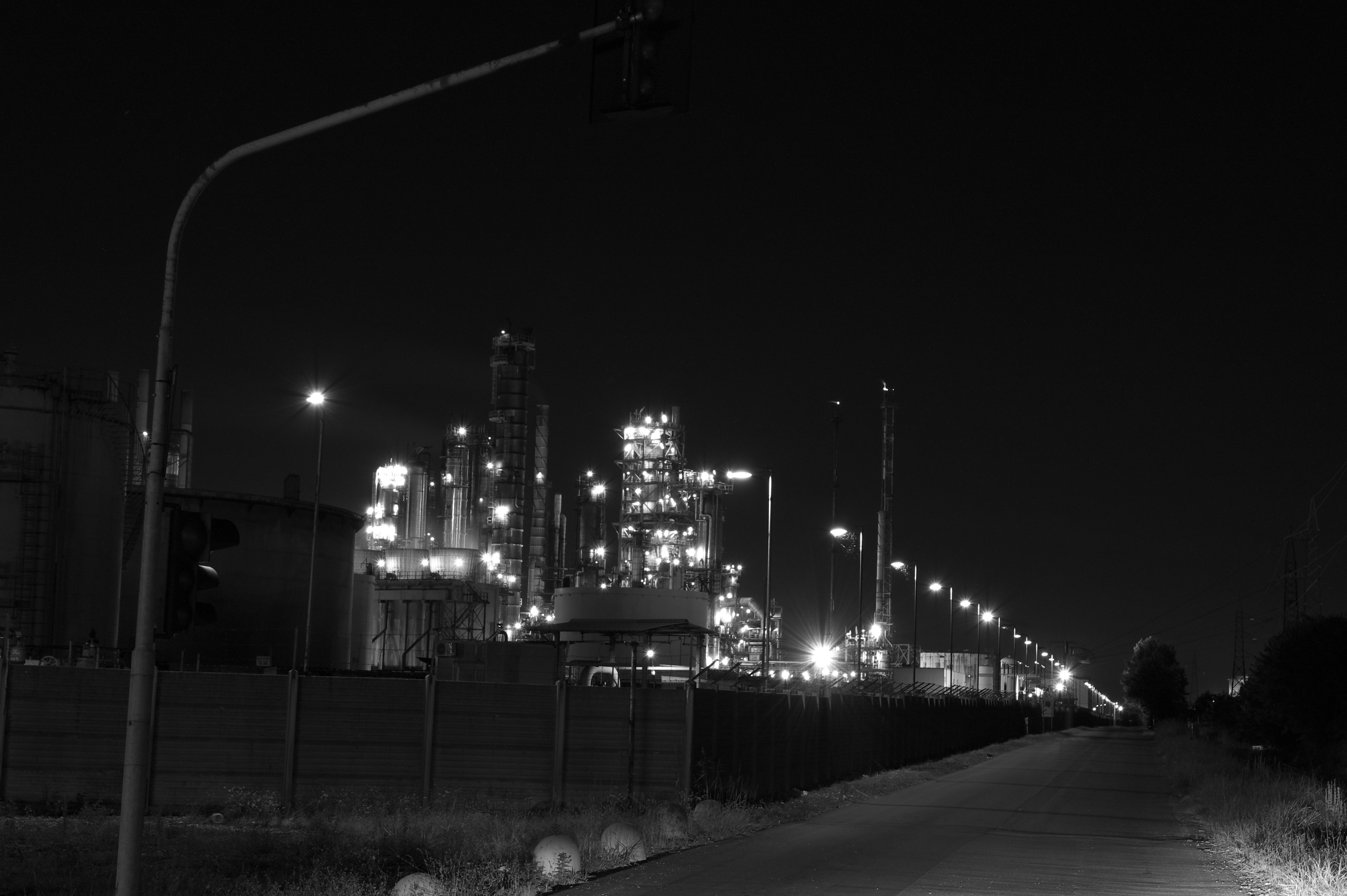
La raffineria di notte